# Sagmariasus verreauxi
Sagmariasus verreauxi (H. Milne-Edwards, 1851) é uma espécie de lagosta com distribuição natural nas águas marinhas em torno do norte da Nova Zelândia, das ilhas Kermadec, das ilhas Chatham e nas costas da Austrália desde Queensland à Tasmânia. A espécie é considerada como o crustáceo decápode mais comprido que se conhece, a par da lagosta-americana (Homarus americanus), podendo ultrapassar os 60 cm de comprimento.

## Descrição
A espécie tem múltiplos nomes comuns na língua inglesa, sendo crayfish o mais comum. Na língua māori é conhecida pelo nome comumde pawharu.
A espécie S. verreauxi foi anteriormente incluída no género Jasus, mas foi separda para passar a constituir o género monotípico Sagmariasus devido à ausência de esculturação no abdómen, característica que ocorre em todas as espécies de Jasus.
O nome genérico Sagmarasius tem como etimologia a palavra grega σαγμαριον (sagmarion), que significa besta de carga, uma referência ao nome comum da espécie ("packhorse crayfish") usado na Austrália.